# 湖畔大廈
湖畔大廈（葡萄牙語：Edifício do Lago）是澳門房屋局轄下的一個經濟房屋項目，位於氹仔TN-27地段，由澳門珠江工程設計諮詢有限公司主持建築設計，澳馬建築工程有限公司承建。
項目由六座樓高46-48層住宅樓宇（13樓為避火層）、3層平台、1層平台花園、地面的大型巴士轉乘站組成，共提供2703個經屋單位。單位包括T1,T2,T3及T3連主人套房單位。項目因對面湖畔花園而得名。是澳门首個由特區政府全資興建的經屋項目，也是運輸工務司司長劉仕堯「萬九公屋」計劃下第一個首要入伙項目。
2012年12月18日首批居民入伙。

## 歷史

### 規劃過程
2007年4月17日，時任運輸工務司司長劉仕堯在巡視離島公共設施後表示，指政府即將在氹仔興建大型公共房屋，提供約3000個住宅單位。他又透露，政府已收回近友誼大橋入口的TN27地段，在今年內招標興建公共房屋。該地段佔地15萬平方呎，以兩房一廳計算可提供約3000個房屋單位，多個部門包括民署、社工局、教青局會互相協調，以保證提供足夠的社區設施和停車位。
2007年4月19日，時任房屋局局長鄭國明表示，TN27地段則待解決周邊道路網之業權問題後，才能開展競投，將興建不少於1000個單位。
2007年10月31日，時任運輸工務司司長劉仕堯表示，政府現正規劃氹仔TN27地段，預計該地可提供超過三千個公共房屋單位；待完成規劃後將交由政府相關部門興建，預料2008年可動工。
2008年3月12日，政府公佈氹仔美副將馬路TN27地段興建經濟房屋計劃，並宣佈公開招標詳情，該項目同時是首個由政府全資興建的公共房屋項目，預計可提供不少於2,400個經濟房屋單位，佔地總面積約為16,400平方米，同時在計劃內亦包括可提供不少於1000個電單車位及600多個私家車位的公共停車場，亦計劃在地面層設置巴士轉乘站及總站。
2008年6月13日，「氹仔美副將馬路TN27地段興建經濟房屋計劃」進行開標，共有19間公司遞交標書文件，經開標程序後17間公司的標書獲接納，其餘兩間公司獲有條件接納，但需於指定時間內補交相關文件，而工程造價由十一億九千多萬元至二十四億九千多萬元，工期最長為30個月，最短為27.5個月。完成招標程序後，建設發展辦公室爭取於兩個月內完成有關評標工作，使項目盡快展開興建工作，而工程的施工期約為三十個月。
2008年9月5日，氹仔TN27地段經濟房屋項目，根據標書評審結果，特區政府將本工程項目以造價澳門幣1,446,800,000.00元及工期三十個月判予澳馬建築工程有限公司，工程計劃將於本年第四季度施工，預計2011年第二季竣工，項目落成後可提供約2,700個經濟房屋單位及1700多個車位。住宅樓群由六座樓宇組成，可提供2,703個經濟房屋單位，當中五座樓高48層，一座為46層，其中屬於兩房一廳的單位將佔整體比例約七成，有1,882個，三房一廳佔二成，有524個，餘下的一成為一房一廳，有297個。而公共停車場則設於地庫，合共三層，可提供1023個電單車位及681個私家車位。
2009年1月16日，政府表示氹仔TN27地段興建同時會作整體規劃，該地段除興建公共房屋還將預留空間發展社會服務設施，回應未來社區人口增加的服務需求，同時，亦興建交通配套設施等，以推動氹仔北區的發展。

### 清遷過程
2009年1月16日，TN27地段經屋計劃爭取在該年首季動工，鑑於該地段上有個別非法佔地個案經多次協調後至今未解決，而非法佔用人又一直未能提供持有地土所有權的正式憑證，但TN27的興建進度對有住屋需要之人士、公屋政策的推行以至氹仔區規劃發展等都起到重要影響作用，基於公共利益考慮，政府已向該土地段內的非法佔用政府土地的佔用人發出最終決定通知，勒令其必須在公告後二十天內遷離現場。
2009年2月22日，由於佔用人在指定期限內仍未能按要求自行遷離，政府決定將進行清遷。期間，政府曾與佔用人接觸，了解其遷離情況外，亦重申政府的立場，希望佔用人能配合政府的工作。但根據政府人員多次實地觀察，至目前止，仍沒有跡象顯示有關佔用人會遷離TN27地段，故政府將依照行政程序對佔用人正式進行清遷，務求令TN27的經屋項目得以如期動工興建。
2009年2月24日，特區政府在處理氹仔TN27地段佔地個案的過程中，協助土地佔用人能在依法和合法的前提下獲得應有的補償，以維護其在法定權益。無奈聲稱土地佔用人卻未能提交擁有TN27的任何有關土地業權或其上建築物(包括木屋)的證明文件。雖然法理上，佔用人並不得獲得任何的補償，但政府亦考慮其中一名用人基於歷史原因及其現況而酌情考慮給予恩恤金，唯佔用人不接納，並堅持要求政府必須滿足其所提出的賠償條件，而有關要求更經常變更和擴大。
2009年3月9日，政府代表與受影響人士會面時重申，在沙紙契問題上，政府會嚴格根據《澳門特別行政區基本法》進行處理。另一方面，政府亦再次強調處理TN27佔地的立場，倘佔用人在指定期限內仍未能按要求自行遷離，政府會進行清遷。
2009年3月25日，由於氹仔TN27地段非法佔用人未能於指定期限內自行遷離現場，並經政府近個多月來與個別非法佔用人協調仍沒結果的情況下，特區政府決定採取跨部門聯合清遷行動。政府人員進場後陸續遷走TN27地段建築物料和設備至政府預定地段，同時清拆土地上的建築物，以便TN27經屋項目的基建工程得以繼續展開。是次清遷行動主要對TN27地段內的兩幅被佔地塊，一幅是靠近民政總署苗圃，另一幅則是靠近氹仔卓家村附近。政府人員於當天早上九時許在限期內仍未遷出的佔用人開始談判，要求離開現場，唯進行兩個多小時的談判，佔地人仍不願離場，並開動推土機試圖攻擊政府談判人員，而政府人員在警方的支持下約於中午十二時進入該佔用人所佔用的土地範圍，在點算和登記放在佔地上的物件和設備後，陸續將放置在TN27地段的物件搬離現場並運往路氹城指定地點；同時，亦會清拆地上的建築物，以承建商能在被清理的地段周圍進行圍網。預計圍網工作需要3天完成，而要全部移走存放在佔地上的物料及設備，約需10天時間。

### 興建過程
2009年6月25日，「氹仔TN27地段經濟房屋」舉行奠基典禮，象徵該工程正式動工，預計於2011年下半年竣工。時任運輸工務司司長劉仕堯表示，隨著有關項目動工，連同青洲坊「地段4」準備動工及其他公共房屋有序落實興建，特區政府將爭取在2011年落成首階段計劃的7,000個公屋單位。
2009年11月11日，時任土地工務運輸局局長賈利安表示，興建中的TN27經屋計劃將提供社會設施和大型乾貨市場。
2010年12月10日，政府公佈工程進度，指TN27地段項目自2009年5月展開工程以來，目前已完成樁基礎、地下連續壁及地庫開挖工程，現正加緊進行樓面結構混凝土的澆注工作，預計大樓明年第一季將全面完成地面層的施工，整項工程預計在2012年完成。
2011年3月30日，TN27經濟房屋B區地段已興建至塔樓八樓的住宅標準層；而A區地段部分的建築樓層亦已興建至三樓住宅標準層，項目延至2012年第三季完工。
2011年12月28日，特區政府公報中刊登第449/2011號行政長官批示，公佈湖畔大廈2,703個經濟房屋單位的售價及補貼比率。
2012年1月12日，本大廈示範單位開放予獲甄選家團參觀。由於示範單位設於地盤內，並須以步行方式上樓梯至6樓參觀T1、T2及T3之房屋類型示範單位，參觀者需因應個人身體狀況選擇是否步行樓梯前往6樓參觀，參觀者亦可選擇在展示廳參觀示範單位之展板及模型。同年1月19日起則按序安排家團代表往房屋局選購單位。家團需留意其揀樓通知信之時間安排。
2012年1月13日，本大廈連接湖畔花園的行人天橋進行公開開標，工程不設底價，共有13間公司遞交標書文件。經開標程序後，13間公司的標書獲接納。工程造價由澳門幣11,334,777.00至14,934,000.00，工期由205天到210天。
2012年4月17日，湖畔大廈單位模型展示廳遷移至青洲社屋－青雅樓地舖A，以配合湖畔大廈經濟房屋計劃延至該年第四季入伙。截至同年4月13日，已預配2,302個湖畔大廈經濟房屋單位。
2012年5月14日，房屋局為已認購湖畔大廈經濟房屋單位之家團辦理買賣預約合同。房屋局會以公函通知簽署買賣預約合同的日期及時間，獲甄選家團須依照約定日期及時間前往房屋局簽署買賣預約合同。

### 竣工及入伙
2012年11月1日下午，時任運輸工務司司長劉仕堯聯同社會人士巡視本大廈經屋項目，社會人士包括公共房屋事務委員會、交通諮詢委員會成員及氹仔社團代表一行五十多人，共同巡視氹仔湖畔大廈經濟房屋及相關設施，包括巴士轉乘站、住宅單位、平台休憩區、乾貨市場、托兒所、家庭社區服務中心、樓宇管理中心、衛生中心等。
2012年12月18日，房屋局安排首批預約買受人支付樓款及領取單位鎖匙，預約買受人即日起可按其家團情況作出入住安排。為有序安排預約買受人上樓，房屋局根據簽署買賣預約合同的次序，每月平均安排400戶辦理入伙手續。

## 交通資訊
T408 湖畔大廈（EdifÍcio do Lago）
路線：11、26、30、30X、34、35、36、37、37T、39、56、72、AP1、MT3、MT5、N2、N5
T409 湖畔公園（Jardim do Lago）
路線：26、30、30X、34、35、56、MT3

## 社區設施及配套
大廈地面層至三樓設有配套設施，包括乾貨市場、托兒所、衛生中心、食肆、購物中心、家庭及社區綜合服務中心、樓宇管理中心、教育範疇之綜合服務中心等設施。
2012年2月初，民政總署召開會議，論於氹仔TN27經濟房屋項目湖畔大廈設置購物中心計劃，該購物中心設於湖畔大廈的第六座塔樓的群樓B區內，面積約為1,800平方米，樓層高度為5米，設於地面層。購物中心會以『乾式街市』模式營運，約有三成多面積用作售賣鮮魚海產、冰鮮肉類、冰鮮家禽、蔬菜類、水果類及雜貨等，餘下空間將用作售賣日用品、副食品及家庭電器等貨品。有關購物中心擬以公開競投形式外判經營，招標工作預計於同年第二季完成。
2012年2月24日，氹仔TN27地段經濟房屋 - 社會設施裝修工程進行公開開標，工程不設底價，共有14間公司遞交標書文件。經開標程序後，14間公司的標書獲接納。但1間公司需於限期內補交文件，工程造價由澳門幣18,579,000.00至25,868,500.00，工期由145天到150天。社會設施包括一個面積約1,000平方米之"家庭及社區綜合服務中心" 及一個面積約1,600平方米的"托兒所" 。
2012年5月4日，“湖畔大廈食肆及士多租賃”進行公開招標，四個招租商舖則位於裙樓2樓，三個食肆的面積分別為414.73平方米、562.32平方米及738.33平方米，而士多、雜貨店或小型超市用途之商舖面積則為194.32平方米。
2014年4月4日，為有效推動樓宇管理服務的社區化，房屋局將於本大廈內設立樓宇管理服務中心，有關工程進行公開開標，工程不設底價，共有12間公司遞交標書文件，工程造價由澳門幣1,600多萬至2,290多萬，工期由146天至150天。樓宇管理服務中心將設於大廈一樓，實用面積約2,464平方米，預計可於2014年第四季投入使用，為離島區居民提供樓宇管理資訊，亦方便居民向房屋局要求提供樓宇管理輔助與糾紛協調的服務。

### 政府設施
- 房屋局房屋局離島辦事處 （页面存档备份，存于）：其中房地產中介業務辦事處於2016年11月22日起將原澳門俾利喇街望廈社屋望賢樓舊址遷往此處，辦事處位於本大廈1樓D[32]。
- 教育及青年發展局親職教育中心（湖畔）：前稱湖畔綜合活動中心，本大廈A區2樓C
- 政府24小時自助服務中心：本大廈第6座地下[33]

### 衛生中心
2013年8月中，衛生局計劃於本大廈增設衛生中心，除提供一般衛生中心的服務外，還將增設中醫、牙科保健和物理治療，並設有藥物治療中心主要提供美沙酮治療，還有愛滋病諮詢和結核病直接督導治療等新服務項目，當時正進行裝修工程的招標程序，設計工作由”盧梁建築工程設計顧問有限公司”負責，工程當時預計於2014年上半年投入服務。  
2015年5月27日，位於本大廈一樓的衛生局湖畔嘉模衛生中心正式啟用，並於同日舉行揭幕儀式，曾經是澳門最大的衛生中心，設有成人保健、長者保健、兒童保健、產前保健、家庭計劃及婦女保健、口腔保健、心理保健、中醫保健及戒煙諮詢等門診服務及護理服務。原“氹仔衛生中心”亦於同日起改名稱為「海洋花園衛生中心」，服務維持不變，路環衛生站及石排灣衛生站仍由海洋花園衛生中心管理。

### 社會設施
- 澳門工會聯合總會氹仔湖畔綜合服務中心
- 澳門婦女聯合總會樂滿家庭服務中心
- 澳門街坊總會湖畔托兒所

### 巴士總站
巴士總站設於大廈地面層，共設有6條行車線，於2012年12月18日大廈入伙當天的同日起正式啟用。

### 公共停車場
2012年12月18日，位於本大廈內的地庫公共停車場正式啟用，開放初期連續停泊少於十二小時可豁免收費，隨後每小時收費為電單車1元，輕型汽車3元，不足1小時均以1小時收費計算。
2013年6月18日，本大廈地庫公共停車場調整為首6小時豁免收費。
2013年7月10日，本大廈公共停車場餘下第三層的泊車位正式開放。

### 平台花園
2017年6月26日，民政總署對位於本大廈三樓的平台花園進行翻新，會更換兒童遊戲區安全地膠及為遊戲設施重新上漆，工程為期約三十天，預計同年七月份內完成。

## 相片集

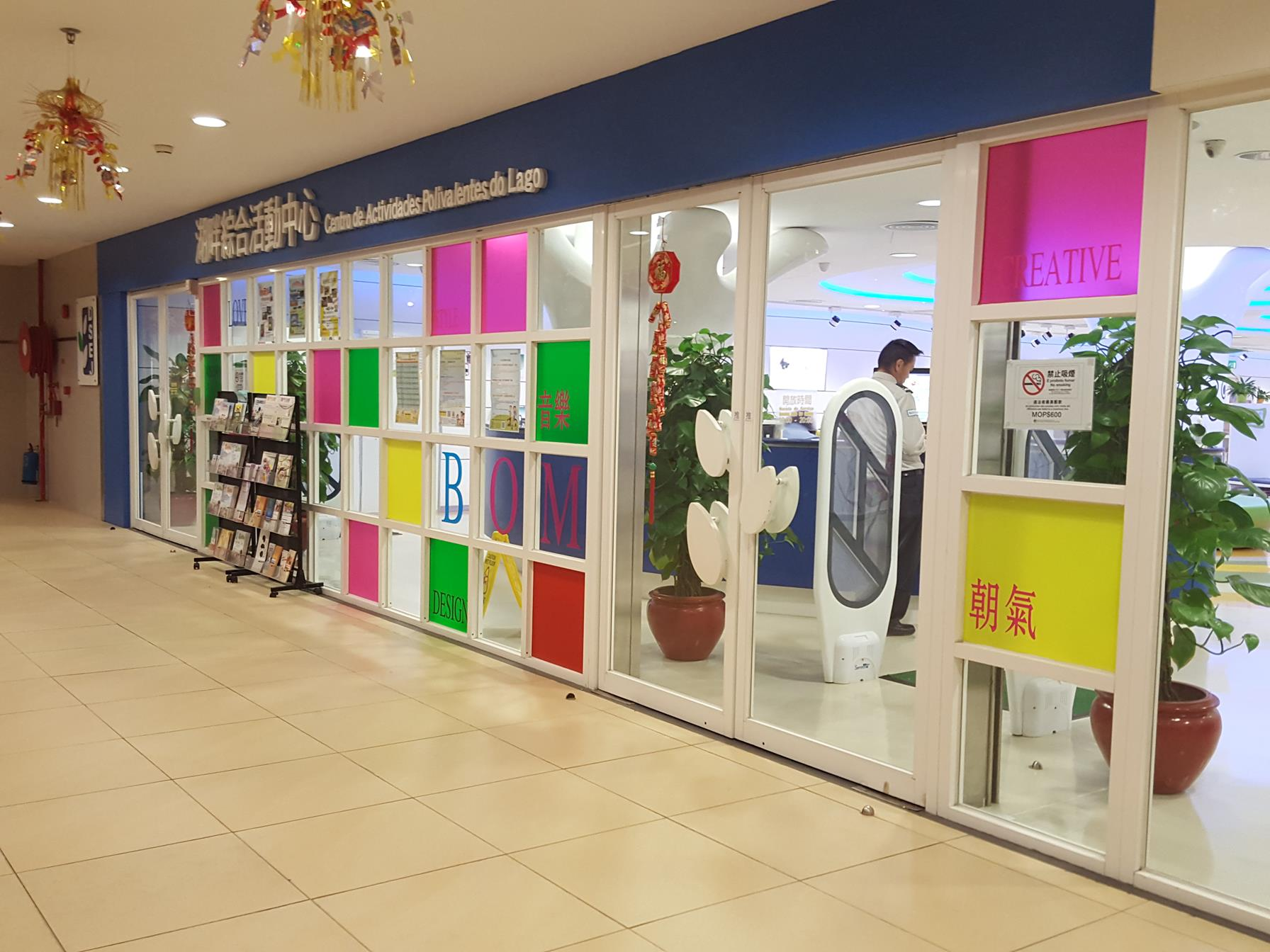
湖畔綜合活動中心
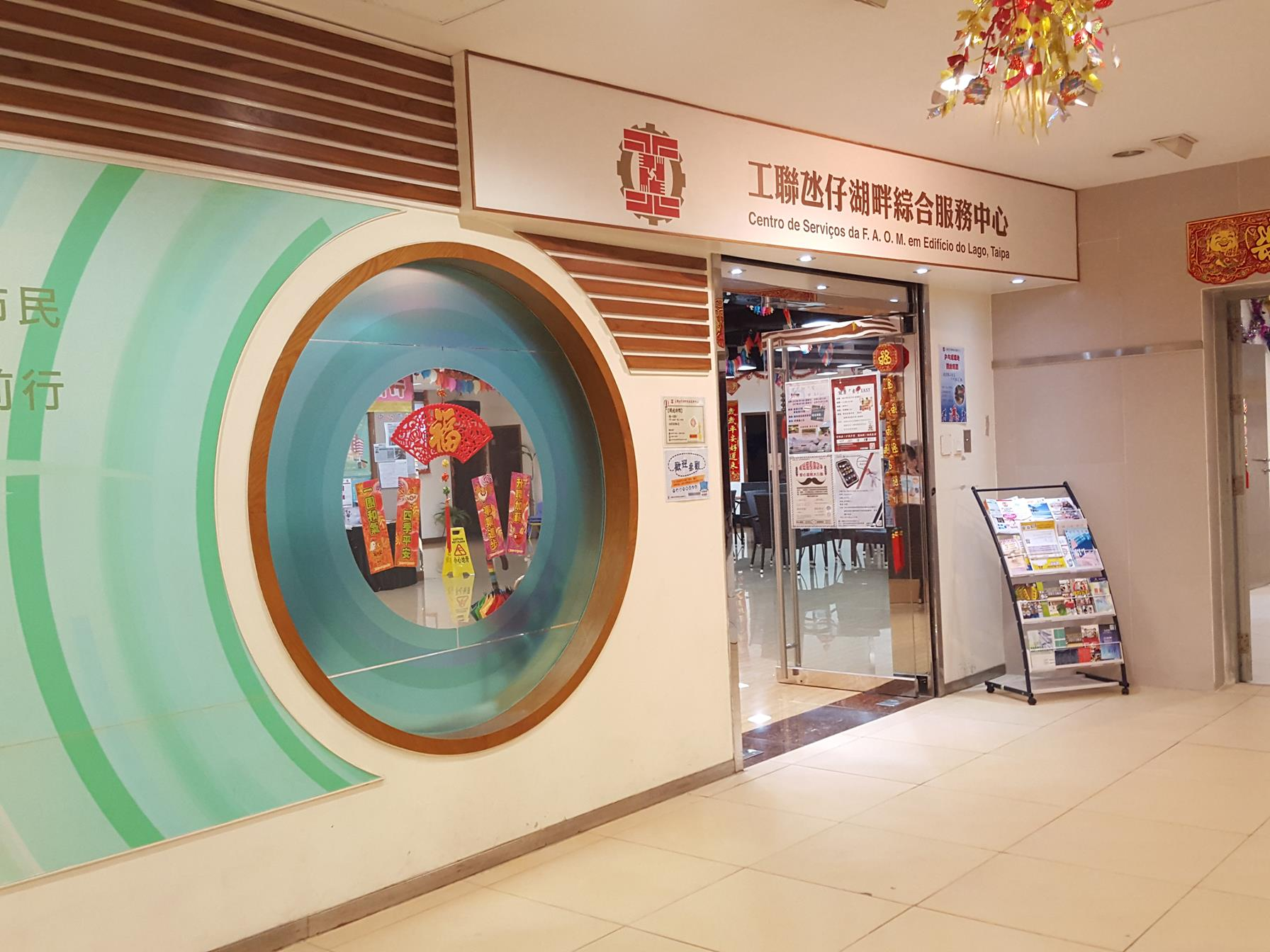
工聯氹仔湖畔綜合服務中心
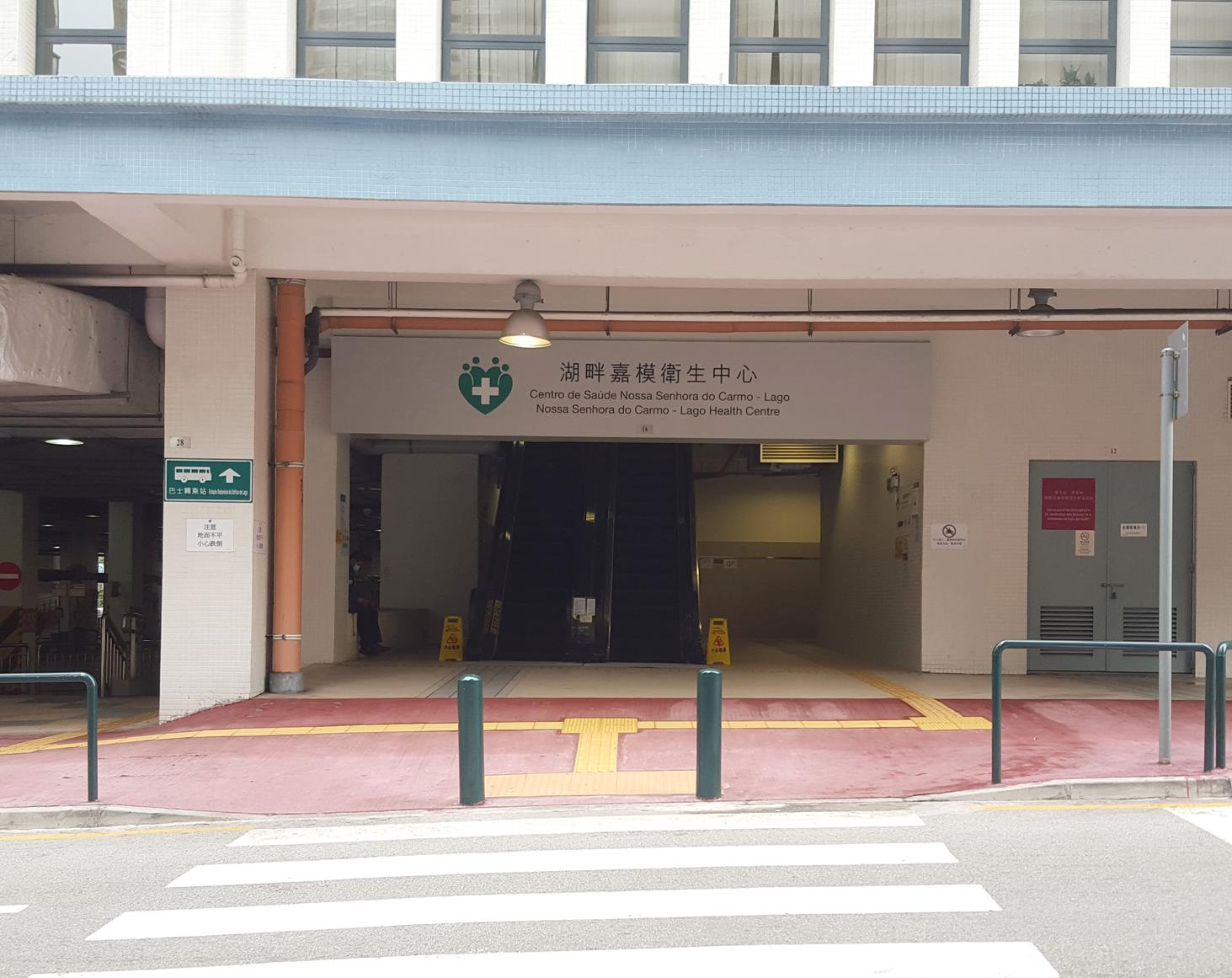
湖畔嘉模衛生中心
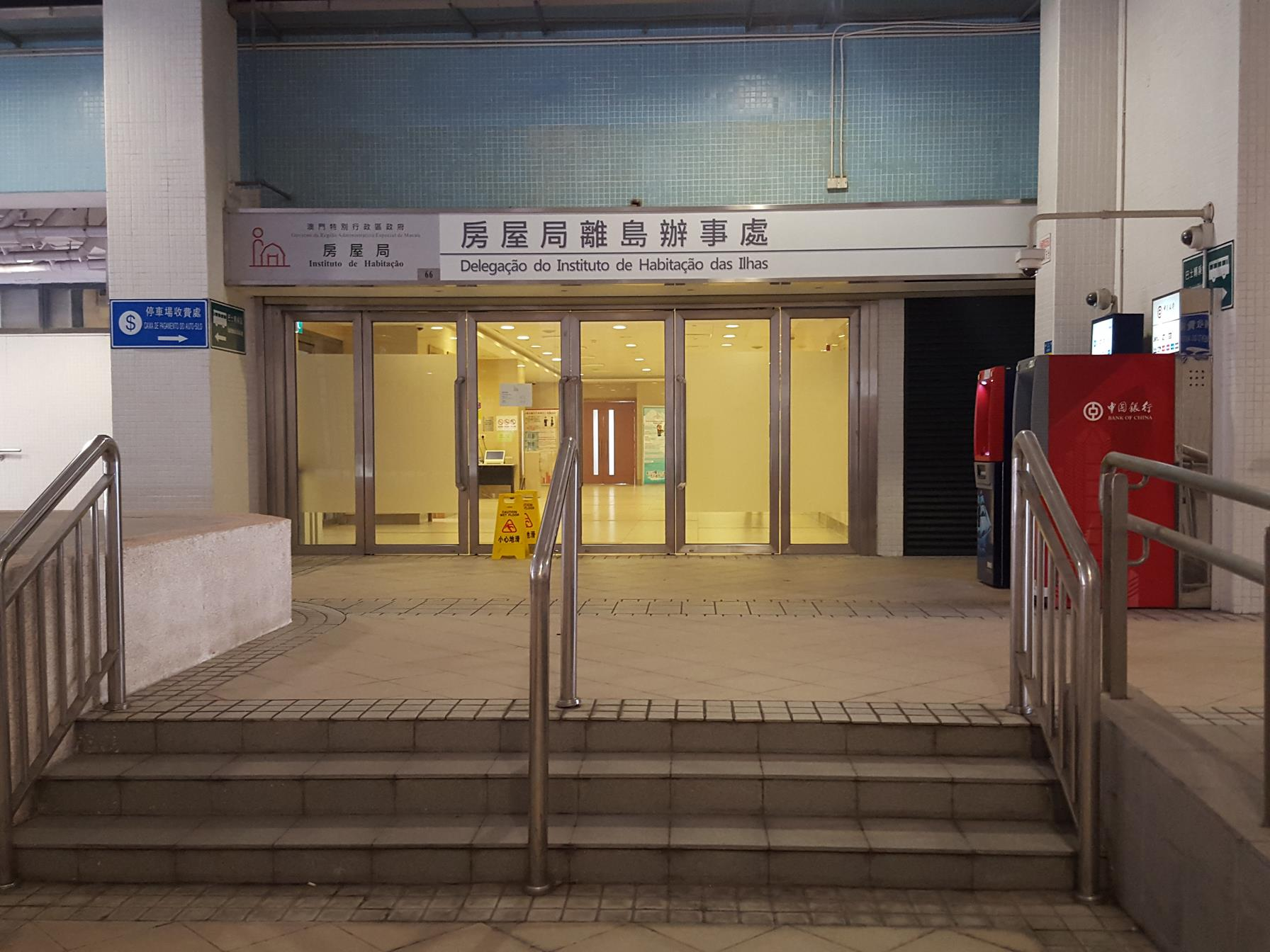
房屋局離島辦事處
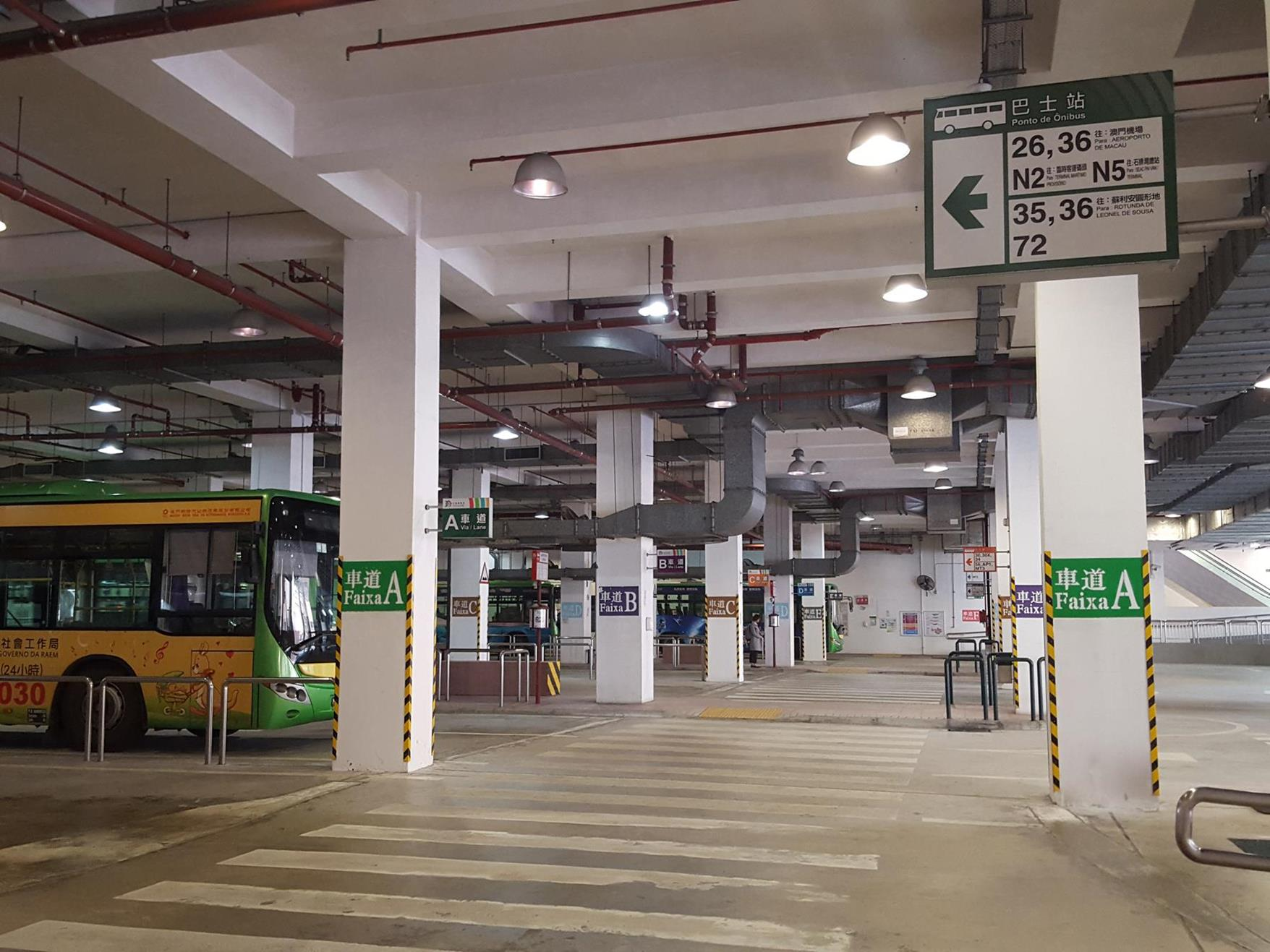
巴士總站

## 事件

### 司法訴訟
2010年5月17日，聲稱持有紗紙契並霸佔氹仔TN27經屋發展用地的兩名佔用人之上訴，中級法院於早前作出合議庭裁判，駁回該兩名上訴人對行政長官的2008年11月10日批示所提起的司法上訴。該批示是命令有關人士將兩幅位氹仔美副將馬路附近，稱為TN27地段的地塊(A1)和一幅位於其旁邊的地塊(B2a)騰空並歸還特區政府。特區政府對中級法院駁回霸佔氹仔一幅政府土地之人士的上訴表示歡迎。
2014年6月29日，終審法院駁回一宗涉及氹仔美副將馬路兩幅土地的霸地個案上訴，土地工務運輸局表示歡迎。TN27地段範圍內、位於氹仔美副將馬路上的兩幅土地佔用人，早前對政府於2008年要求其歸還該兩幅土地所作的批示提起撤銷性司法上訴，中級法院其後於2013年11月駁回有關上訴，佔用人不服，向終審法院就判決再提上訴，結果於日前被終審法院院裁定敗訴。

### 工業意外
2011年8月4日傍晚，TN27地段經濟房屋地盤發生嚴重工業意外，一名外地建築工人在裙樓樓面工作時，懷疑被從高處墜下的鋁條擊中昏迷，送院後證實不治。建設發展辦公室對此表示高度關注及深表難過，並向死者家屬致以深切慰問，同時敦促承建商須全力協助死者家屬處理善後。

### 牆身磁磚脫落事件
2022年5月20日，廉政公署公佈《關於湖畔大廈及業興大廈公共位置牆身磁磚嚴重剝落之全面調查報告》，認為本大廈出現的大面積脫磚問題，跟設計單位對樓宇公共部分牆身飾面的設計、磁磚選材及尺寸、承建單位建築工人的磁磚鋪設工藝質量、環境溫度的急劇變化，以及監理驗收是否嚴謹、後續維修跟進是否徹底等不同因素均有所關聯，各涉及的單位及部門不能完全置身事外。廉署認為，無論是涉及的行政機關抑或承建商，乃至監理及質量監控單位，均無一全面及認真地總結及深究原因，錯過根治問題的時機，導致現時已不可能百分百還原並確定脫磚現象的根本成因，但考慮到兩廈公共部份牆面磁磚剝落情況已達到威脅居民住戶的人身安全，廉署建議有關部門以積極態度回應市民需求，跟居民住戶共同尋求根治辦法，徹底解決事件。

## 外部連結
- 澳門自然網─湖畔大廈平台花園 （页面存档备份，存于）
- 關於湖畔大廈及業興大廈公共位置牆身磁磚嚴重剝落之全面調查報告 （页面存档备份，存于）